# 로레인 켈리
로레인 켈리(영어: Lorraine Kelly, 1959년 11월 30일~)는 스코틀랜드의 사회자, 언론인이다.

## 서훈
- 2012년 대영 제국 훈장 4등급(OBE) 수훈[1]